# Agrotis repleta
Agrotis repleta är en fjärilsart som beskrevs av Walker 1857. Agrotis repleta ingår i släktet Agrotis och familjen nattflyn. Inga underarter finns listade i Catalogue of Life.